# Yves Hervé (médecin)
Pour les articles homonymes, voir Yves Hervé et Hervé.
Yves Hervé (né le 5 juillet 1909 à Guingamp dans les Côtes-d'Armor et mort le 17 mai 1944 à San Giorgio a Liri en Italie) est un médecin militaire, officier du corps de santé des troupes coloniales françaises, Compagnon de la Libération (à titre posthume par décret du 28 mai 1945) au titre de son action dans la France libre.

## Jeunesse et formation
Fils de militaire, il entre à l'école de santé navale à Bordeaux en 1930. Il suit ensuite les cours de l’École du Pharo et devient médecin du Corps de santé des troupes coloniales.
Il sert d’abord en Guyane puis au Levant au sein du 21e régiment d’infanterie coloniale, où il se trouve au début de la Seconde Guerre mondiale. Refusant l’armistice du 22 juin 1940, il se rallie à la France libre en juin 1941.

## Seconde guerre mondiale
- Initialement médecin adjoint du Bataillon de marche n° 1, il devient médecin-chef au Bataillon de marche no 11 (BM 11) à sa création en septembre 1941[2], il prend part avec la 2e Brigade française libre, aux campagnes de Libye et d'Égypte en 1942. À Djarabud, au printemps 1942, il lutte pour maintenir le Bataillon en état malgré les difficultés dues au climat, l'eau rationnée et le ravitaillement déficient[1].

Lors de la campagne de Tunisie en avril et mai 1943 il se distingue en relevant des blessés à Takrouna, sous le feu et entre les lignes.
Le 11 avril 1944, il embarque avec son unité pour la campagne d'Italie. Le 17 mai 1944 dans les combats de la Vallée du Liri, alors qu'il porte secours à un tirailleur blessé, Yves Hervé est mortellement blessé devant le village de Chiaia à l'ouest de San Giorgio a Liri. Il décède quelques minutes après son arrivée au poste médical de San Giorgio.
Son corps a été rapatrié et inhumé à Guingamp.

## Décorations
- Chevalier de la Légion d'honneur
- Compagnon de la Libération par décret du 28 mai 1945[1]
- Croix de guerre 1939–1945
- Médaille de la Résistance française par décret du 31 mars 1947[3]
- Médaille coloniale avec agrafe "Libye"